# Chimarra palaenova
Chimarra palaenova is een fossiele soort schietmot uit de familie Philopotamidae.